# Șerban Ghenea
Șerban Ghenea (n. octombrie 1969, București, România) este un inginer de sunet și mixer româno-canadian.

## Copilărie
Șerban Ghenea s-a născut în București, România pe 13 octombrie 1969. În 1976, a emigrat alături de familia sa în Montréal. A studiat la John Abbott College, Concordia University, și mai apoi la Universitatea McGill.
Are un fiu, Alex, care este și mixer și producător. La cea de-a 66-a ediție anuală a Premiilor Grammy (2024), Șerban și Alex au fost nominalizați amândoi la noua categorie Cea mai bună înregistrare Pop Dance cu înregistrări separate

## Discografie selectivă
De-a lungul carierei sale, Ghenea a lucrat cu artiști de top din muzica internațională precum Juice Wrld, Ariana Grande, Adele, Taylor Swift, Justin Timberlake, Demi Lovato și Bruno Mars. A mixat peste 188 de înregistrări ce au atins poziția întâi în clasamente.
- Juice WRLD: Wishing Well, Reminds Me of You, Hard Work Pays Off, Jet Lag, Not Enough,
- Halsey: Without Me
- Tove Lo: Lady Wood, Queen of the Clouds, Disco Tits, Talking Body, Cool Girl
- The Weeknd: Blinding Lights
- Katy Perry: California Gurls, Teenage Dream, I Kissed a Girl, Hot 'n Cold, Waking Up in Vegas
- Kesha: Tik Tok, Blah Blah Blah, Your Love Is My Drug
- Destiny's Child: Emotion
- Jason Derulo: In My Head, Ridin' Solo
- Iyaz: Replay
- Björk: Crystalline, Cosmogony
- Jay Sean: Down
- Britney Spears: Outrageous, 3, Womanizer, Circus, Me Against the Music, I'm a Slave for You, Boys, Don't Hang Up, Passenger
- Pink: So What, Sober, Who Knew, Cuz I Can, Please Don't Leave Me, U + Ur Hand
- Miley Cyrus: Party in the U.S.A., The Time Of Our Lives
- Demi Lovato: Let It Go, Cool for the Summer, Confident, No Promises, Tell Me You Love Me, I'm Ready
- Weezer: I'm Your Daddy, Put Me Back Together
- Flo Rida: Right Round
- Glenn Lewis: Don't You Forget It
- Blackpink: Ice Cream, Bet You Wanna
- Selena Gomez: Ice Cream, De Una Vez
- Lifehouse: Halfway Gone, Here Today Gone Tomorrow, Falling In, By Your Side
- The Fray: You Found Me, Absolute, Never Say Never
- Kelly Clarkson: My Life Would Suck Without You, Already Gone, Behind These Hazel Eyes, Because Of You, Since U Been Gone
- A Fine Frenzy: Bomb In A Birdcage
- Toni Braxton: And I Love You
- Joe : Ride Wit U
- The Hives : Tick Tick Boom, Well All Right!, Won't Be Long, T.H.E.H.I.V.E.S.
- The Virgins : Rich Girls
- We Are Scientists : Brain Thrust Mastery
- Carolina Liar : I'm Not Over
- R. Kelly : Double Up, Playa's Only, Happy Summertime, Put My T-Shirt On, Slow Wind, Remote Control, Hit It Til The Mornin', Thoia Thoing, Touched A Dream, Snake, Been Around The World, Who's That?
- Robert Randolph & The Family Band : Colorblind
- Usher : My Way, Here I Stand, Simple Things, Bad Girl, Simple Things, That's What It's Made For, Truth Hurts
- Kenna : Make Sure They See My Face, New Sacred Cow
- Michael Jackson : One More Chance, Hold My Hand
- BLACKstreet : No Diggity
- Faith Evans : Burnin' Up
- Mary J. Blige : Steal Away
- Syleena Johnson : Tonight I'm Gonna Let Go

## Premii Grammy
Ghenea a câștigat în total 21 Premii Grammy și 3 Premii Latin Grammy.
A câștigat Premiul Grammy pentru cel mai bun album al anului de cinci ori, trofeul fiindu-i înmânat pentru albumele 1989, folklore și Midnights (Taylor Swift), 25 (Adele) și 24K Magic (Bruno Mars). Ghenea a câștigat Premiul Latin Grammy pentru cel mai bun album al anului pentru Fijación Oral Vol. 1 (Shakira).
- 2004: Premiul Grammy pentru cel mai bun album vocal pop - Justified
- 2005: Premiul Grammy pentru cel mai bun album rock latin, urban sau alternativ - Street Signs
- 2006: Premiul Grammy pentru cel mai bun album vocal pop - Breakaway
- 2011: Premiul Grammy pentru cel mai bun album electronic/dance - La Roux
- 2013: Premiul Grammy pentru cel mai bun album vocal pop - Stronger
- 2016: Premiul Grammy pentru cel mai bun album vocal pop - 1989
- 2016: Premiul Grammy pentru cel mai bun album al anului - 1989
- 2016: Premiul Grammy pentru înregistrarea anului - Uptown Funk
- 2017: Premiul Grammy pentru cel mai bun album al anului - 25
- 2018: Premiul Grammy pentru cel mai bun album al anului - 24K Magic
- 2018: Premiul Grammy pentru înregistrarea anului - 24K Magic
- 2018: Premiul Grammy pentru cel mai bun album conceput, non-clasic - 24K Magic
- 2018: Premiul Grammy pentru cel mai bun album R&B - 24K Magic
- 2018: Premiul Grammy pentru cel mai bun album progresiv R&B - Starboy
- 2019: Premiul Grammy pentru cel mai bun album de muzică alternativă, Colors
- 2019: Premiul Grammy pentru cel mai bun album conceput, non-clasic - Colors
- 2021: Premiul Grammy pentru cel mai bun album conceput, non-clasic - Hyperspace
- 2021: Premiul Grammy pentru cel mai bun album al anului - folklore
- 2022: Premiul Grammy pentru înregistrarea anului - Leave The Door Open
- 2024: Premiul Grammy pentru cel mai bun album al anului - Midnights
- 2024: Premiul Grammy pentru cel mai bun album pop vocal - Midnights